# Gabdulla Tukai
Gabdulá Tukái (26 de abril de 1886 - 15 de abril de 1913) fue un poeta nacional tártaro, crítico literario, ensayista y traductor. Es a menudo referido como el fundador de la literatura moderna en tártaro, en la que el moderno idioma tártaro sustituye al antiguo en la literatura.

## Biografía
Nació en la familia heredera de los mullah, en el pueblo de Quşlawıç, Gobernación de Kazán, Imperio ruso (hoy en día Tatarstán, Rusia), cerca de la moderna ciudad de Arsk.